# Enkyō
För 1300-talsperioden som ibland ses med samma namn, se Enkei.
Enkyō (japanska: 延享?, Enkyō), 21 februari 1744–12 september 1748, är en period i den japanska tideräkningen. Perioden inleddes för att markera en ny 60-årscykel i den kinesiska kalendern. Under perioden regerar kejsarna Sakuramachi och Momozono (efter vars tronbestigning en ny period inleds).
Namnet på perioden kommer från Yiwen Leiju, ett klassiskt kinesiskt litteraturuppslagsverk och citatsamling från 600-talet. 

År Enkyō 2 (1745) blir Tokugawa Ieshige ny shogun.